# 설총
설총(薛聰, 655년?~?)은 신라의 학자이다. 자는 총지(聰智), 호는 빙월당(氷月堂)이다. 중국 한자를 신라어로 치환, 해석한 이두를 창시하였다.
처음 불교 서적을 탐독하다가 뒤에 유교로 전향했다. 이후 신라 신문왕 때에 국학에서 수학하였고, 746년부터는 강수와 함께 박사에 임명되어 학생들에게 구경을 가르쳤다.
원효와 요석공주(태종무열왕의 딸) 사이에 태어났으며, 신라 3문장(三文章 : 強首-강수·薛聰·崔致遠-최치원) 중 한 사람이자 신라 10현의 한 사람으로 꼽히며, 벼슬은 한림(翰林)에 이르렀다. 문묘에 종사된 해동 18현 중의 한 사람이다.

## 생애

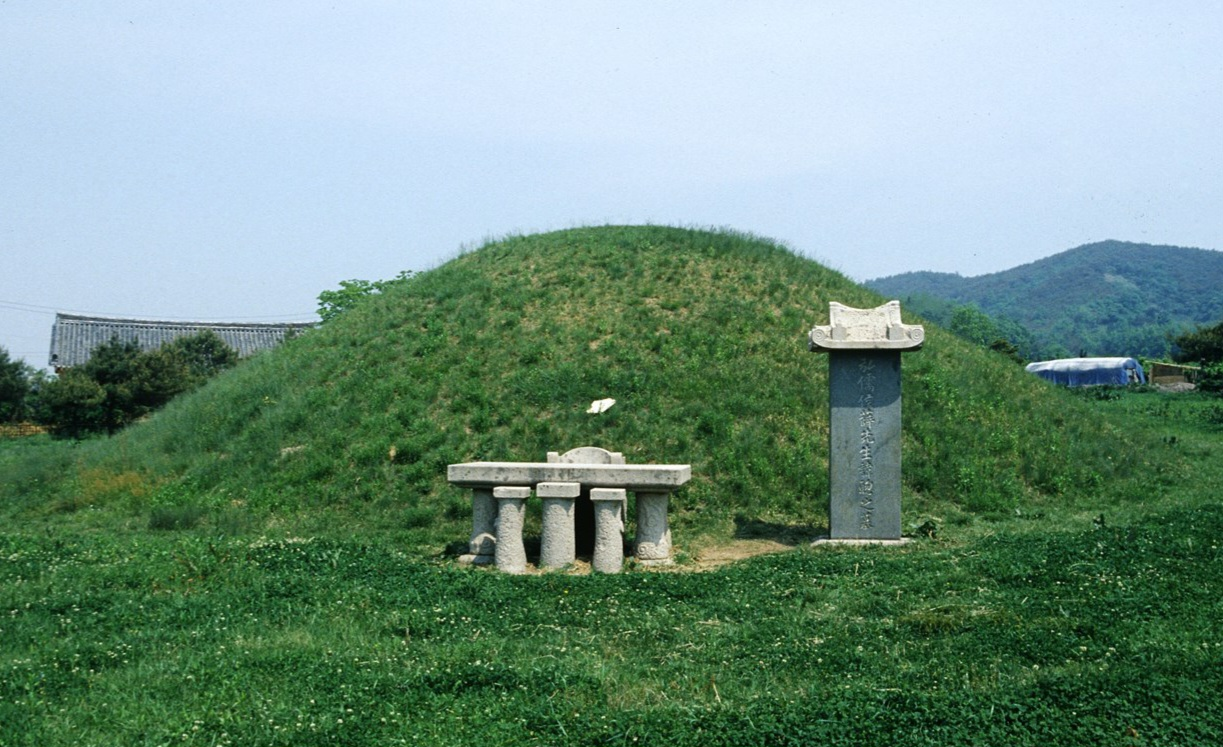
설총의 묘

아버지는 승려 원효대사로 본명은 설사(薛思)였으며, 어머니는 태종무열왕 김춘추의 딸 요석공주이다. 어려서부터 유달리 총명하여 널리 경사(經史)에 통했으며, 유학과 한문학에 조예가 깊었다.
초기에 사문(沙門)에 들어가 불교 서적을 탐독했으나 뒤에 환속하여, 유교(儒敎)로 개종하였다. 신라 신문왕 때에 국학(國學)이 개설되고 다섯가지 경전으로 학생들을 가르치자, 그는 국학에 들어가 유학을 공부했다. 746년(경덕왕 5년) 무렵에 그는 박사로서 강수와 함께 구경으로 학생들을 가르쳤다.
설총은 고대 한국어를 한문으로 표현한 첫 문자 체계이두와 구결 문자를 규정한 것으로 가장 잘 알려져 있으며, 그때까지 존재하던 향찰을 집대성하였으며, 《육경》을 읽고 새기는 방법을 개발하여 한문을 국어화하고 유학 연구를 쉽게 그리고 빨리 발전시키는 데에 공이 컸다. 강수와 함께 9경을 처음으로 구결(口訣)로 강론하여 후학을 지도하였다. 성덕왕 때 홍유후(弘儒侯)에 피봉되었다.
그의 작품으로는 〈화왕계〉라고도 불리는 〈계화왕〉(戒花王) 1편이 전한다. 이것은 한문으로 된 단편으로 꽃을 의인화(擬人化)하여 이야기를 전개한 것으로 당시 왕의 어질지 못함을 풍자한 글이다. 그는 신문왕에게 계화왕을 지어 올려, 신문왕에게 비행을 경계하고, 스스로 자성할 것을 촉구하기도 했다.
그는 관직에 나아가 한림과 같은 직에 있었을 것이며, 신문왕 때 국학을 설립하는 데 주동적인 역할을 했던 것으로 추측된다. 성덕왕 18년인 719년에는 나마의 관등으로서 감산사아미타여래조상기(甘山寺阿彌陀如來造像記)를 저술하였다.
죽은 뒤에도 계속 숭앙되어 고려시대인 1022년(현종 13) 1월에 홍유후(弘儒侯)라는 시호가 추증되었다. 문묘(文廟) 동무(東廡)에 신라2현이라 해 최치원(崔致遠)과 함께 배향되었으며, 경주 서악서원(西嶽書院)에 제향되었다.

## 이두 보급
그는 중국의 한자에 한국식 음운을 달아서 새로운 문자인 이두를 만들었다. 그러나 이두와 같은 문자가 이전 진평왕 때의 서동요나 진흥왕 순수비문에 쓰인 것으로 보아 그가 창작하지는 않고, 집대성했을 것이라는 견해가 있다.
삼국사기에는 그가 문장에도 능해서 그가 쓴 비문이 있었다고 하는데 지금(고려 인종 당시)에는 전하지 않는다는 대목도 나타난다.

## 가족관계

### 선대
- 조부 : 설담날
- 조모 : 포회 조씨
  - 아버지 : 원효(元曉, 617년 ~ 686년) - 신라의 고승, 설담날의 아들이며 설원랑의 증손이다.
- 외조부 : 태종무열왕 - 신라 제29대 왕
- 외조모 : 영창부인
  - 어머니 : 요석궁공주(瑤石宮公主, ? ~ ?) - 태종무열왕(太宗武烈王)과 영창부인(永昌夫人)의 딸
    - 이부남매 : 신목왕후

### 부인과 후손
- 부인 : 단초 유씨(丹草庾氏)[3]
- 부인 : 광주 노씨
  - 아들 : 설홍린(薛洪鱗)
  - 아들 : 설명린(薛命鱗)
  - 아들 : 설호린(薛好鱗)

## 같이 보기
- 원효
- 이두 / 향찰 / 구결 / 향가 / 원효
- 강수